# マルケーノ
マルケーノ（伊: Marcheno）は、イタリア共和国ロンバルディア州ブレシア県にある、人口約4,200人の基礎自治体（コムーネ）。

## 地理

### 位置・広がり

#### 隣接コムーネ
隣接するコムーネは以下の通り。
- カスト
- ガルドーネ・ヴァル・トロンピア
- ロドリーノ
- ルメッツァーネ
- マローネ
- サレッツォ
- タヴェルノレ・スル・メッラ
- ゾーネ

### 地震分類
イタリアの地震リスク階級 (it) では、3 に分類される
。

## 行政

### 分離集落
マルケーノには、以下の分離集落（フラツィオーネ）がある。
- Brozzo, Cesovo

### 山岳部共同体
広域行政組織である山岳部共同体「ヴァッレ・トロンピア山岳部共同体」 (it:Comunità montana di Valle Trompia) （事務所所在地: ガルドーネ・ヴァル・トロンピア）を構成するコムーネの一つである。